# Wiesław Maniak
Wiesław Jan Maniak (19. března 1939 Lvov – 28. června 1982 Kurčatov) byl polský atlet, sprinter, mistr Evropy v běhu na 100 metrů z roku 1966.

## Sportovní kariéra
Mládí prožil ve Velké Británii a Irsku, do Polska se vrátil v roce 1963. O rok později reprezentoval Polsko na olympiádě v Tokiu, byl členem stříbrné polské štafety na 4 x 100 metrů, ve finále běhu na 100 metrů skončil čtvrtý jako první Evropan. V roce 1966 se v Budapešti stal mistrem Evropy v této disciplíně. Na olympiádě v Mexiku v roce 1968 nedosáhl individuálních úspěchů, polská sprinterská štafeta (spolu s ním) skončila osmá. Jeho polský rekord na 100 metrů 10,1 vydržel 19 let až do roku 1984.